# Ǵ
Cette page contient des caractères spéciaux ou non latins. S’ils s’affichent mal (▯, ?, etc.), consultez la page d’aide Unicode.
Ǵ (minuscule : ǵ), appelé G accent aigu, est une lettre additionnelle latine, utilisée dans l’écriture du karakalpak, dans plusieurs romanisations dont l’ISO 9, des romanisations ALA-LC ou GENUNG, ou dans la transcription du cantonais. Il est parfois utilisé dans la romanisation de l’alphabet kharoshthi.
Il s’agit de la lettre G diacritée d’un accent aigu.

## Utilisation
Cette lettre est utilisée dans l'alphabet kazakh depuis sa latinisation de 2018. Elle remplace la lettre Ғ.
Dans la romanisation ISO 9, G accent aigu est utilisé pour translittérer le guié macédonien ‹ Ѓ, ѓ ›.
Dans la transcription du cantonais utilisant la romanisation Yale, g accent aigu est utilisé dans le digramme ‹ nǵ › pour transcrire une consonne nasale vélaire voisée syllabique avec un ton médian montant [ŋ˧˥] ou un ton légèrement montant [ŋ˩˧] lorsqu’il est suivi d’un h, par exemple dans le patronyme ‹ nǵh ›, « cinq ».

## Représentations informatiques
Le G accent aigu peut être représente avec les caractères Unicode suivants :
- précomposé (latin étendu B) :

| formes    | représentations | chaînes de caractères | points de code | descriptions                          |
| --------- | --------------- | --------------------- | -------------- | ------------------------------------- |
| majuscule | Ǵ               | Ǵ                     | U+01F4         | lettre majuscule latine g accent aigu |
| minuscule | ǵ               | ǵ                     | U+01F5         | lettre minuscule latine g accent aigu |

- décomposé (latin de base, diacritiques) :

| formes    | représentations | chaînes de caractères | points de code | descriptions                                      |
| --------- | --------------- | --------------------- | -------------- | ------------------------------------------------- |
| majuscule | Ǵ               | G◌́                    | U+0047 U+0301  | lettre majuscule latine g diacritique accent aigu |
| minuscule | ǵ               | g◌́                    | U+0067 U+0301  | lettre minuscule latine g diacritique accent aigu |

## Sources
- (en) Andrew Glass, Stefan Baums et Richard Salomon, Proposal to Encode Kharoṣṭhī Script in Plane 1 of ISO/IEC 10646 (no L2/02-203 R2), 19 septembre 2002 (lire en ligne)
- (en) Virginia Yip et Stephen Matthews, Basic Cantonese : A grammar and workbook, Routeledge, 2000 (ISBN 9780415193849 et 9780415193856)